# 에뢰시

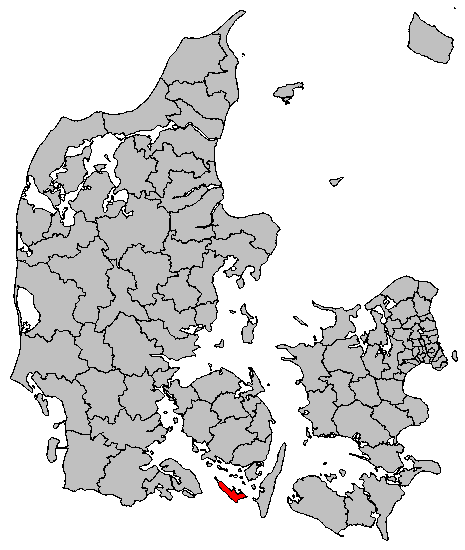
에뢰시의 위치

에뢰시(덴마크어: Ærø Kommune)는 덴마크 남덴마크 지역에 위치한 지방 자치체로 행정 중심지는 에뢰스쾨빙이며 면적은 91km2, 인구는 6,177명(2017년 1월 1일 기준), 인구 밀도는 67.87명/km2이다. 에뢰섬에 위치한다.